# Pional
Miguel Barros, mieux connu sous le nom de scène Pional, est un DJ, producteur et remixeur espagnol de musique électronique. Sa carrière solo sous le nom de Pional commence en 2010 lorsqu'il sort son premier EP, A Moot Point, sur le label Hivern Discs.

## Biographie
Pional commence sa carrière en 2006, lorsqu'il sort de nombreux singles et remixes sur différents labels tels que Proton, Hivern Discs et Traum sous le pseudonyme « Alt Fenster ». En novembre 2011, El País note que Pional et son dernier album, Last House on the Left, avaient été bien accueillis dans toute l'Europe, même s'il n'avait pas encore joué dans sa ville natale de Madrid.
Pional assure le chant et toute l'instrumentation de ses morceaux, et joue de la boîte à rythmes lors des concerts. Il collabore souvent avec d'autres artistes, et ses travaux les plus notables sont des collaborations avec son collègue producteur John Talabot. Ils collaborent en studio à plusieurs reprises, notamment sur les singles Destiny et So Will Be Now de l'album ƒIN de Talabot, sorti en 2012. Tout au long de l'année 2012, Pional effectue une tournée avec John Talabot en Europe et en Amérique du Nord pour soutenir l'album, en première partie du groupe britannique The xx. Le concert est classé par Resident Advisor comme l'un des vingt meilleurs concerts de 2012
Le journal espagnol El País qualifie Pional de « pilier » de la scène musicale électronique nationale en 2012.
En 2012, Pional et Talabot écrivent le morceau Brave pour le marathon Divina Pastora à Valence,. La même année, il est ghostwriter pour Kylie Minogue. Invisible/Amenaza, son premier EP pour Young Turks, sort le 4 novembre 2013, en vinyle et en format numérique. 

## Discographie

### Singles
- 2010 : A Moot Point
- 2010 : We Have Been Waiting For You
- 2011 : Last House on the Left
- 2011 : Pional and Bostro Pesopeo
- 2013 : Invisible/Amenaza
- 2014 : It's All Over
- 2018 : Miracle/Tempest

### Autres
- 2010 : Pional – The Onset
- 2011 : Pional & John Talabot – T.A.M.B
- 2011 : Pional & Henry Saiz – Uroboros (Balance Compilation 19)
- 2011 : Pional – Just Passing Through
- 2012 : John Talabot & Pional – Destiny (ƒIN album)
- 2012 : John Talabot & Pional – So Will Be Now (ƒIN album)[11]

### Remixes notables
- Stainboy – Sparks (Hivern Discs)
- Delorean – Real Love (True Panther Sounds / Matador Records)